# Тулумбай (озеро)
Тулумбай (Тулымбай; каз. Тұлымбай) — солёное озеро в Жамбылском районе Северо-Казахстанской области Казахстана. Находится в 400 м к югу от села Богдановка и в 12 км к юго-западу от села Рождественка.
По данным топографической съёмки 1940-х годов, площадь поверхности озера составляет 1,18 км². Наибольшая длина озера — 2,3 км, наибольшая ширина — 0,9 км. Длина береговой линии составляет 5,1 км, развитие береговой линии — 1,3. Озеро расположено на высоте 144,5 м над уровнем моря.
По данным обследования 1957 года, площадь поверхности озера составляет 1 км². Максимальная глубина — 1,9 м, объём водной массы — 1,3 млн. м³, общая площадь водосбора — 13,3 км².
Озеро входит в перечень рыбохозяйственных водоёмов местного значения.